# Ziegler-Ruggli-Verdünnungsprinzip
Das Ziegler-Ruggli-Verdünnungsprinzip (auch Ruggli-Ziegler-Prinzip) besagt, dass eine intramolekulare chemische Reaktion gegenüber der intermolekularen Reaktion bei hoher Verdünnung bevorzugt ist, da die Wahrscheinlichkeit der intermolekularen Reaktion im Vergleich zur intramolekularen Reaktion immer geringer wird.
Es beruht darauf, dass die Wahrscheinlichkeit, dass die Enden eines Moleküls zueinander finden (intramolekulare Reaktion) unabhängig von der Konzentration der Moleküle ist. Die Wahrscheinlichkeit, dass zwei verschiedene Moleküle aufeinandertreffen (intermolekulare Reaktion), nimmt jedoch mit der Verdünnung ab.
Beispiele für die Anwendung des Prinzips sind Ringschlussreaktionen von in α- und ω-Stellung geeignet substituierten Verbindungen, wie bei der Thorpe-Ziegler-Reaktion oder der Dieckmann-Kondensation. Die Ausbeuten bei diesen Ringschlussreaktionen sind bei der Herstellung von 9- bis 13-gliedrigen Ringen aufgrund der transannularen Spannung schlecht. Sie lassen sich durch das Arbeiten in hoher Verdünnung jedoch verbessern.
Die notwendige Verdünnung erreicht man zweckmäßigerweise nicht durch Volumenvergrößerung der Reaktionssysteme, sondern durch eine äußerst langsame Zugabe der umzusetzenden Edukte.
Das Prinzip wurde bereits 1912 vom Schweizer Chemiker Paul Ruggli entdeckt und 1933 von Karl Ziegler systematisch weiterentwickelt.